# Oidel Pérez
Oidel Jair Pérez Rivadeneira (Santa Marta, Colombia; 29 de enero de 1991) es un futbolista colombiano. Juega de defensa y actualmente milita en el Honduras Progreso de la Liga Nacional de Honduras.

## Trayectoria
Debutó en 2011 jugando para el Barranquilla Fútbol Club un partido de Copa Colombia ante el Valledupar F. C. Para el segundo semestre de la Liga Postobón 2014 fue ascendido al primer equipo del Junior con el que ha jugado hasta hoy dos partidos como titular. En toda su carrera como profesional ha anotado un solo gol, de cabeza al Cúcuta en la quinta fecha del Torneo Apertura de la  Primera B 2014.

## Clubes
| Club               | País     | Años          |
| ------------------ | -------- | ------------- |
| Barranquilla F. C. | Colombia | 2011 - 2014   |
| Junior             | Colombia | 2014 - 2015   |
| Deportes Tolima    | Colombia | 2016 - 2017   |
| Bogotá F. C.       | Colombia | 2017          |
| Barranquilla F. C. | Colombia | 2018          |
| Orsomarso          | Colombia | 2019          |
| Unión Magdalena    | Colombia | 2020-2021     |
| Honduras Progreso  | Honduras | 2022-presente |

## Palmarés

### Campeonatos nacionales
| Título        | Club   | País     | Año  |
| ------------- | ------ | -------- | ---- |
| Copa Colombia | Junior | Colombia | 2015 |

- Datos: Q18224469